# Grimari
Grimari är en ort i Centralafrikanska republiken. Den ligger i den centrala delen av landet, 230 km nordost om huvudstaden Bangui. Grimari ligger 427 meter över havet och antalet invånare är 10 822.
Terrängen runt Grimari är platt. Runt Grimari är det glesbefolkat, med 10 invånare per kvadratkilometer.. Det finns inga andra samhällen i närheten.
I omgivningarna runt Grimari växer huvudsakligen savannskog.